# Чемпионат России по боксу 1996
Чемпионат России по боксу 1996 года проходил в Екатеринбурге 13-20 июля.

## Медалисты
| Весовая категория | Золото              | Серебро            | Бронза                                    |
| ----------------- | ------------------- | ------------------ | ----------------------------------------- |
| до 48 кг          | Сергей Казаков      | Абдыкахор Сабитов  | Андрей Костин Анатолий Горюшкин           |
| до 51 кг          | Ильфат Рязапов      | Андрей Алымов      | Игорь Сеидов Максим Шелковников           |
| до 54 кг          | Александр Митишев   | Сергей Пулкевич    | Михаил Ананин Андрей Ситников             |
| до 57 кг          | Саян Санчат         | Андрей Девятайкин  | Константин Самков Василий Климов          |
| до 60 кг          | Александр Малетин   | Виктор Смирнов     | Фёдор Соколов Михаил Башарымов            |
| до 63,5 кг        | Руслан Хаиров       | Александр Аделишин | Виталий Каргин Сергей Башкиров            |
| до 67 кг          | Андрей Гоголев      | Борис Кандер       | Владимир Степанец Алексей Анайкин         |
| до 71 кг          | Гусейн Курбанов     | Дмитрий Сторожев   | Нурутдин Магомедшафиев Геннадий Хлохистин |
| до 75 кг          | Дмитрий Стрельчинин | Денис Попов        | Олег Астахов Марсель Галимов              |
| до 81 кг          | Игорь Дзагоев       | Алексей Цуканов    | Александр Бутусов Сергей Гомонок          |
| до 91 кг          | Сергей Володин      | Андрей Комбаров    | Анвар Ахматгатин Игорь Бабенко            |
| свыше 91 кг       | Максим Ольгин       | Андрей Моисеев     | Заур Абдулгамидов Дмитрий Дягилев         |